# La Libertad, Tenejapa
La Libertad är en ort i Mexiko.   Den ligger i kommunen Tenejapa och delstaten Chiapas, i den sydöstra delen av landet, 800 km öster om huvudstaden Mexico City. La Libertad ligger 2 194 meter över havet och antalet invånare är 236.
Terrängen runt La Libertad är lite bergig. Runt La Libertad är det ganska tätbefolkat, med 155 invånare per kvadratkilometer. Närmaste större samhälle är San Cristóbal de las Casas, 17,4 km väster om La Libertad. I omgivningarna runt La Libertad växer i huvudsak städsegrön lövskog.